# Linden Harbour
Linden Harbour (auch Linderhaven, in der deutschen Kolonialzeit Lindenhafen genannt) ist eine Lagune bzw. ein natürlicher Hafen an der Südküste der Insel Neubritannien in der Provinz West New Britain. Die Bucht ist nach Karl von Linden benannt, dem Mitgründer des heute nach ihm benannten Museums für Länder- und Völkerkunde (Linden-Museum) in Stuttgart.

## Geographie
Das Gebiet des Naturhafens ist vulkanischen Ursprungs und von gehobenen Korallenkalken geprägt. Der Hafen wird durch der Küste vorgelagerte Koralleninseln und -riffe gebildet, die im Halbkreis angeordnet das Areal des Hafens vom offenen Meer abtrennen. Durch den „äußeren Ring“ von Inseln ermöglichen mehrere Durchfahrten den Zugang zum Hafen, so im äußersten Osten bei der Siedlung Baronga der „East Entrance“, im Süden, entsprechend den umliegenden Inseln, die „Lue“ und die „Mia Passage“ sowie im Westen der „West Entrance“. Die Distanz vom „East Entrance“ zum „West Entrance“ beträgt etwa neun Kilometer. Im Allgemeinen ist der Hafen in Nord-Süd-Richtung etwa ein bis maximal zwei Kilometer breit. Im Osten bildet ein Riff um „Liliam Island“ eine kleine ovale Bucht von etwa eineinhalb Kilometer Durchmesser. Auch im Inneren des Hafens liegen einige kleinere Inseln.

## Infrastruktur
Der Naturhafen bildet auch das Mündungsgebiet der Flüsse Amulus River und Angles River. Etwa in der Mitte des Hafens liegt an der Südküste Neubritanniens die Siedlung Lulakevi. Von dort existiert eine Straßenverbindung in das 15 Kilometer westlich gelegene Gasmata mit seinem internationalen Flughafen, dem „Gasmata Island Airport“ (IATA: GMI, ICAO: AYTA).

## Geschichte

### Kolonialzeit
Bis 1899 war Neubritannien Teil des Schutzgebiets der Neuguinea-Kompagnie, zwischen 1899 und 1914 entsprechend Teil der Kolonie Deutsch-Neuguinea. Zu dieser Zeit existierte in der Umgebung das Hafens die „Lindenhafen Plantage“, auf der Kokospalmen zur Kopragewinnung angepflanzt wurden, von etwa 1800 Acre Größe. Weiterhin existierten ein Steg zum Abtransport der Kopra, ein Aufseherhaus, Bungalows, ein Krankenhaus, eine kleine Fabrik und Hütten für die Arbeiter. Die Plantage nutzte eine kleine Feldbahn, die ungefähr acht Kilometer von Norden nach Süden mit einer Kapazität von 1 Tonne verlief. Die Straßenverbindung mit Gasmata existierte schon zu dieser Zeit.
Im Ersten Weltkrieg wurde die Gegend von australischen Marineeinheiten besetzt. Nach dem Krieg wurde die deutsche Kolonie Teil des australischen Mandatsgebietes und wird seitdem als Linden Harbour bezeichnet.

### Zweiter Weltkrieg
Während des Zweiten Weltkrieges wurde Neubritannien im Frühjahr 1942 von japanischen Streitkräften erobert.
Auch Linden Harbour wurde von den Japanern besetzt und als vorgeschobener Einsatzhafen für japanische Marineschiffe sowie als Basis für Wasserflugzeuge genutzt. Die Bucht war daher 1943 mehrfach Ziel alliierter Luftangriffe. Entsprechend dem Kriegsverlauf war der Stützpunkt aber nicht durchgehend besetzt und wurde etwa im Frühjahr 1944 endgültig aufgegeben.

## Linden Harbour heute
Die Gegend ist heute ein Tauchgebiet, das sowohl Korallenriffe als auch gesunkene japanische Wasserflugzeuge als Tauchattraktionen bietet.